# Иван Инзов
Иван Никитич Инзов (на руски: Иван Никитич Инзов) е руски офицер (генерал от инфантерията) и администратор.

## Биография
Той е роден през 1768 година, като няма точни сведения за мястото на раждане и произхода му. Отгледан е от княз Юрий Трубецкой и през целия си живот се ползва с протекции от владетелския двор, като според слуховете е незаконно дете на член на императорското семейство. През 1785 година постъпва в армията, отличава се в Наполеоновите войни и достига до звание генерал от инфантерията. През 1818 година оглавява Попечителния комитет за чуждестранните заселници в южния край на Русия и играе важна роля в организирането на българските колонии в Бесарабия.
Иван Инзов умира на 27 май 1845 година в Одеса.
Като главен попечител на колонистите Генерал Инзов се ползва с голямо уважение сред българската общност в Бесарабия. След неговата смърт тялото му е пренесено в Болград, главния български град в областта. Там то е погребано в специален мавзолей (наречен Мавзолей на Иван Инзов), който днес е изобразен на герба на града.

## Памет
Неговото име носи основаното през 1861 година от български преселници от Бесарабия село в Таврия Инзовка, а през 1938 година в негова памет ямболското село Ак бунар е преименувано на Генерал Инзово.
На генерал Инзов е наречена и улица в кварталите „Васил Левски“ и „Левски В“ в София (Карта).